# NWHL 1933/34
Die Saison 1933/34 war die erste reguläre Saison der North West Hockey League (NWHL). Meister wurden die Calgary Tigers.

## Modus
In der Regulären Saison absolvierten die fünf Mannschaften jeweils 34 Spiele. Für einen Sieg erhielt jede Mannschaft zwei Punkte, bei einem Unentschieden einen Punkt und bei einer Niederlage null Punkte.

## Reguläre Saison

### Tabelle
Abkürzungen: GP = Spiele, W = Siege, L = Niederlagen, T = Unentschieden, GF = Erzielte Tore, GA = Gegentore, Pts = Punkte
|                    | GP | W  | L  | T | GF  | GA  | Pts |
| ------------------ | -- | -- | -- | - | --- | --- | --- |
| Edmonton Eskimos   | 34 | 18 | 12 | 4 | 98  | 91  | 40  |
| Calgary Tigers     | 34 | 17 | 11 | 6 | 117 | 76  | 40  |
| Vancouver Lions    | 34 | 17 | 16 | 1 | 95  | 111 | 35  |
| Seattle Seahawks   | 34 | 15 | 17 | 2 | 99  | 95  | 32  |
| Portland Buckaroos | 34 | 10 | 21 | 3 | 80  | 116 | 23  |